# Raluca Haidu
Raluca Oana Haidu (n. 20 noiembrie 1994, Petroșani, Hunedoara, România) este o fostă gimnastă română.

## Biografie
Raluca Haidu a început gimnastica la clubul CSS Cetate Deva ca junioară. La Festivalul Olimpic al Tineretului European din 2009 a obținut argint cu echipa și bronz la sol.
A început cariera de senioare la Campionatele europene de gimnastică feminină din 2010, unde a luat bronz cu echipa și bronz la bârnă. 
Cea mai mare performanță a fost medalia de aur, obținută cu echipa la Campionatele europene de gimnastică feminină din 2012.
Ca urmare a ei, a fost prima în clasamentul sportivilor din județul Hunedoara în acel an.
La Campionatul Mondial de Gimnastică Artistică din 2010 a fost a patra cu echipa și a noua la individual compus.
La începutul anului 2013 și-a anunțat retragerea din activitate.[3]

## Carieră
| An   | Eveniment                                  | Echipa | Individual Compus | Sărituri | Paralele | Bârnă | Sol |
| ---- | ------------------------------------------ | ------ | ----------------- | -------- | -------- | ----- | --- |
| 2009 | Festivalul Olimpic al Tineretului European | 2      | 6                 |          |          |       | 3   |
| 2010 | Campionatele Europene                      | 3      |                   |          |          | 3     |     |
| 2010 | Campionatele Mondiale                      | 4      | 9                 |          |          |       |     |
| 2010 | Amical Elveția-România-Germania            | 1      | 2                 |          |          |       |     |
| 2011 | Cupă Mondială Glasgow                      |        | 3                 |          |          |       |     |
| 2011 | Campionatele Mondiale                      | 4      | 18                |          |          |       |     |
| 2011 | Brno Grand Prix                            | 1      |                   |          |          |       |     |
| 2011 | Amical Elveția-România-Germania            | 1      | 4                 |          |          |       |     |
| 2012 | Campionatele Europene                      | 1      |                   |          |          |       |     |